# Abdera (Spagna)
Abdera è stata un'antica città portuale situata sulla costa spagnola, tra Malaka (l'odierna Malaga) e Cartago Nova (l'odierna Cartagena), nella regione abitata dai Bastetani. Viene localizzata sulla collina dove si trova l'attuale Adra, in provincia di Almería.
Fondata come emporio dei cartaginesi, dopo un periodo di declino, diventa sotto la dominazione romana una delle città più importanti della Betica.
Le monete più antiche della città recano l'iscrizione fenicia abdrt con la testa di Eracle (Melkart) e un tonno. Le monete di Tiberio mostrano il tempio principale della città con due tonni in verticale a forma di colonne.